# 野江水神社

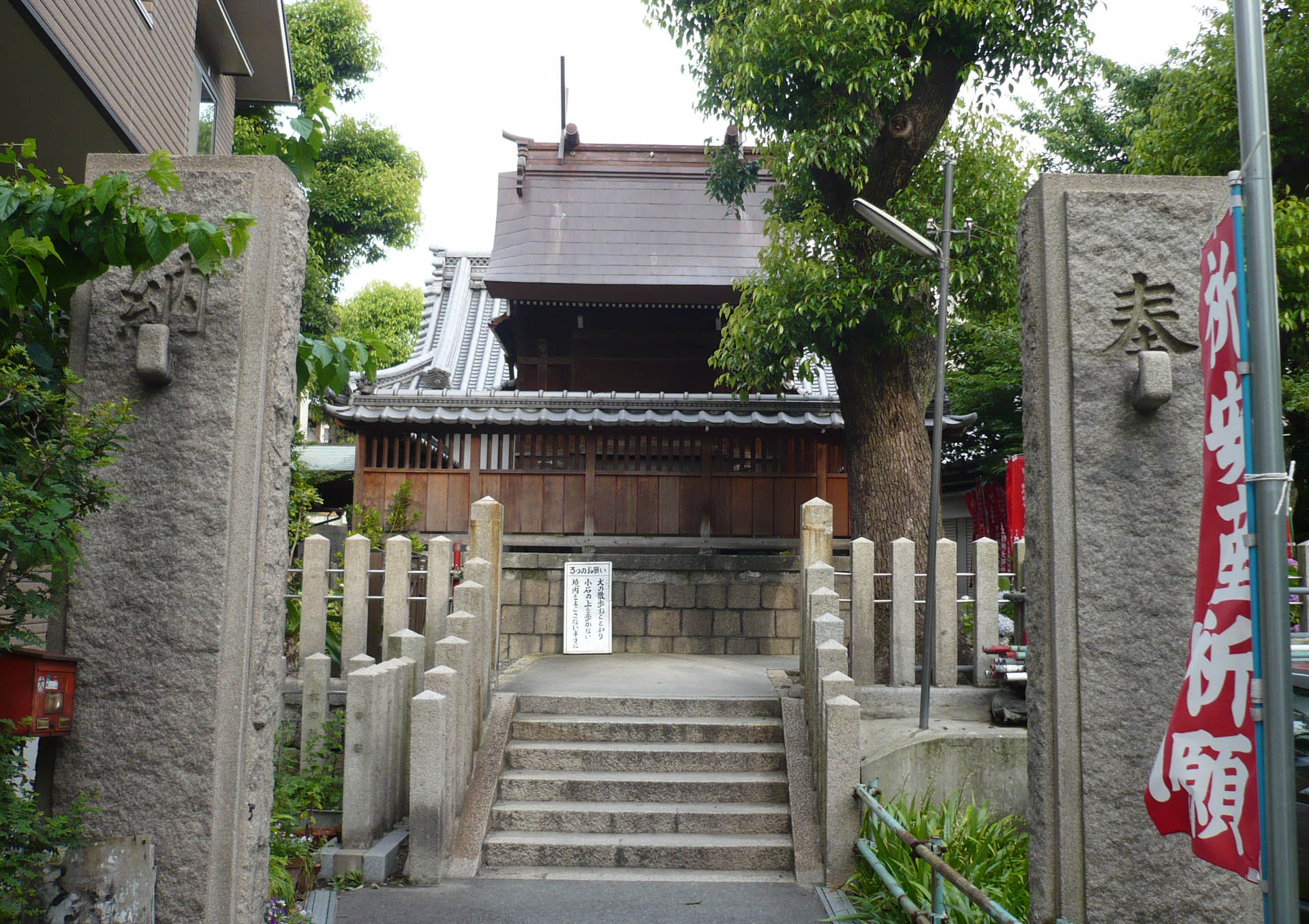
裏参道から見た本殿

野江水神社（のえすいじんじゃ）は、大阪市城東区にある神社。旧社格は村社。登記上の宗教法人名称は水神社（すいじんじゃ）。

## 歴史
天文2年（1533年）10月、細川晴元の家臣三好政長がこの地に榎並城を築城した。その際、この地は度々水害が発生していたためにそれを避けようとし、城内に水神である水波女大神を祀ったのが当社の起こりである。また、現代に至るまで社殿がある場所は当初から変わっていない。
天正11年（1583年）6月には大坂城を築城した羽柴秀吉が、水火除難の守護神として当社を篤く崇敬して社殿を修築している。
元禄16年（1703年）9月、洪水が発生し、辺り一面が水海となったが当社は被害を免れた。享和2年（1802年）6月にはよりすさまじい享和二年の淀川洪水が発生したが、この際にも当社は被害を免れている。
1872年（明治5年）に村社に列せられ、1883年（明治16年）には新たに本殿が新築された。しかし、1885年（明治18年）6月、7月に起きた明治十八年の淀川洪水によってついに当社は水害の被害を受けてしまい、本殿が倒壊した。
1888年（明治21年）に本殿が再建され、1922年（大正11年）には幣殿を増築している。
1945年（昭和20年）6月7日の第3回大阪大空襲の際には隣町の都島区内代町が被害を受けた一方で、当社を含めた野江一帯は幸いにも被害をまぬがれている。
大阪は水の都といわれているが、水神を祀っている神社はあまりない。
鳥居の横には明治十八年の淀川洪水の際に流されて当地に漂着したという水流地蔵尊と白杉大明神が祀られている。

## 祭神
- 主祭神 - 水波女大神

## 境内
- 本殿 - 1888年（明治21年）再建。
- 幣殿 - 1922年（大正11年）建立。
- 拝殿 - 1888年（明治21年）再建。
- 野江稲荷神社 - 祭神：稲荷神
- 社務所
- 御神水

## 祭事
- 夏祭
- 秋祭

## 交通アクセス
- Osaka Metro谷町線「野江内代駅」より徒歩2分
- おおさか東線（JR西日本）「JR野江駅」より徒歩6分。